# Robin Hood (film 1922)
Robin Hood (ang. Douglas Fairbanks in Robin Hood) – amerykański niemy film płaszcza i szpady z 1922 roku, w reżyserii Allana Dwana na podst. legend ludowych o Robin Hoodzie, z udziałem Douglasa Fairbanksa i Wallace’a Beery’ego. To pierwszy film w historii, którego premiera odbyła się w Hollywood, oraz jeden z najdroższych obrazów lat 20. z budżetem szacowanym na półtora miliona dolarów.

## Fabuła
W średniowiecznej Anglii earl Huntingdon jest ulubieńcem króla Ryszarda Lwie Serce biorąc udział w turniejach rycerskim i wykazując nieśmiałość w kontaktach z kobietami. Podczas jednej z uczt Huntingdon nawiązuje romans z dwórką lady Marian Fitzwalter, jak broni ją przed napastującym księciem Janem, bratem Ryszarda. Wkrótce wraz z królem wyrusza na wyprawę krzyżową. Na czas swojej nieobecności król przekazuje władzę Janowi, który wkrótce objawia się jako okrutny i bezwzględny tyran uciskający ludność podatkami za pomocą nowo mianowanych szeryfów.
Kiedy będący we Francji Huntingdon otrzymuje wiadomość od lady Marian i dowiaduje się o wszystkim, prosi króla o zgodę na powrót do Anglii. Ten jednak odmawia uznając, że earl stchórzył. Mimo tego Huntingdon i jego giermek nadal szukają sposobu na powrót, ale zostają wciągnięci w zasadzkę sługę Jana, sir Guya Gisbourne’a i uwięzieni pod zarzutem dezercji. Udaje im się jednak zbiec i wrócić do Anglii.
Tymczasem Jan po torturach służki lady Marian dowiaduje się o jej spiskowaniu i ta musi się ukrywać. Finguje swą śmierć w upadku w przepaść nieopodal Lasu Sherwood, gdzie azyl mają inne ofiary rządów Jana. Huntingdon dowiaduje się o rzekomej śmierci Marian i postanawia wystąpić przeciwko Janowi. Rok później przyjmuje imię Robin Hood i zaczyna rabować bogatych, żeby dawać biednym. Staje się bohaterem ludu i ludzie do niego się dołączają, ale jego zawadiackie wyczyny coraz bardziej uprzykrzają życie księciu Janowi i jego ludziom. Zostaje wyznaczona nagroda za głowę Robin Hooda.
Robin nachodzi zamek królewski i okrada skarbiec Jana i po brawurowej ucieczce przez strażą znika w lasach. Wśród jego najbliższych kompanów znajdują się jego giermek zwący się teraz Małym Johnem, zakonnik brat Tuck, fircyk Will Szkarłatny i minstrel Allan-a-Dale. Tymczasem w Palestynie sir Guy na zlecenie Jana zabija Ryszarda nie wiedząc, że jego ofiarą padł kto inny. Ryszard domyśla się zdrady ze strony brata i myśli po powrocie do Anglii. Docierają do niego słuchy o banitach z Sherwood pod wodzą Robin Hooda. 
Żołnierze Jana wymuszają od żeńskiego klasztoru św. Katarzyny daniny. Dociera to do banitów, którzy napadają na żołnierzy i oddają mienie klasztorowi. Jedna z zakonnic rozpoznaje w Robinie earla Huntingdona i wraz z bratem Tuckiem jednoczy go z ukrywającą się lady Marian. Wieści te docierają do księcia Jana i na jego rozkaz wysoki szeryf z Nottingham aresztuje Marian za zdradę. Oddziały szeryfa otaczają Sherwood, lecz banici stawiają dzielnie opór.
Robin razem z Willem i Alanem udaje się ukradkiem do Nottingham i przewodzi mieszkańcom w buncie. Mały John dowiaduje się losie Marion, która zostaje zamknięta w królewskim zamku i przeznaczona powracającemu z Palestyny sir Guyowi, o czym informuje Robina świętującego zdobycie Nottingham. Banitów odwiedza tajemniczy rycerz, którym okazuje się król Ryszard. W końcu Robinowi udaje się uwolnić z więzienia lady Marian i zabić sir Guya, choć sam zostaje schwytany. Powrót Ryszarda na tron przywraca porządek i ukraca rządy zhańbionego Jana. Robin ponownie jako earl Huntingdon bierze ślub z Marian.

## Obsada
- Douglas Fairbanks jako earl Huntingdon / Robin Hood
- Enid Bennett jako lady Marian Fitzwalter
- Wallace Beery jako Ryszard Lwie Serce
- Sam De Grasse jako książę Jan
- Paul Dickey jako sir Guy z Gisbourne
- Alan Hale Sr. jako giermek / Mały John
- Bud Geary jako Will Szkarłatny
- Willard Louis jako brat Tuck
- Lloyd Talman jako Allan-a-Dale
- William Lowery jako wysoki szeryf Nottingham
- Billie Bennett jako służka lady Marian
- Merrill McCormick jako zbir księcia Jana #1
- Wilson Benge jako zbir księcia Jana #2

## Produkcja

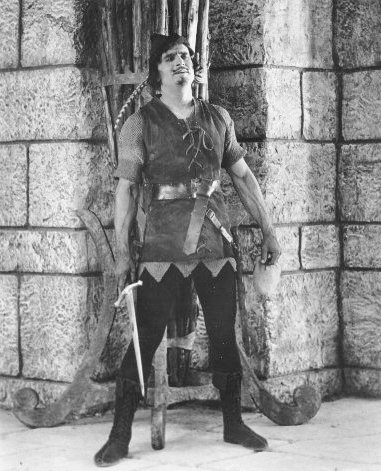
Douglas Fairbanks jako Robin Hood

Film był jedną z największych oraz najdroższych produkcji lat 20. Ogromny zamek oraz cała XII-wieczna wioska Nottingham zostały zbudowane w Pickford-Fairbanks Studio w Hollywood. Część scenografii zaprojektował znany architekt Lloyd Wright. Reżyser filmu Allan Dwan wspominał, że odtwórca roli Robina, Douglas Fairbanks, był wręcz przytłoczony skalą scenografii. Był on również współscenarzystą i producentem filmu, który produkował dla swojego własnego przedsiębiorstwa Douglas Fairbanks Pictures Corporation, a który miał zostać wydany przez United Artists należący do niego, jego żony Mary Pickford, Charlesa Chaplina i D.W. Griffitha. Ponieważ fabuła została oparta na opowieści o średniowiecznym bohaterze Robin Hoodzie, w filmie po raz pierwszy przedstawiono wiele elementów znanych z legendy, które później powielano w innych wersjach.
Premiera filmu odbyła się 18 października 1922 roku w Grauman’s Egyptian Theatre w Hollywood, a pomysłodawcą tego wydarzenia był właściciel teatru, Sid Grauman.